# Schwäbisch-Fränkische Waldberge

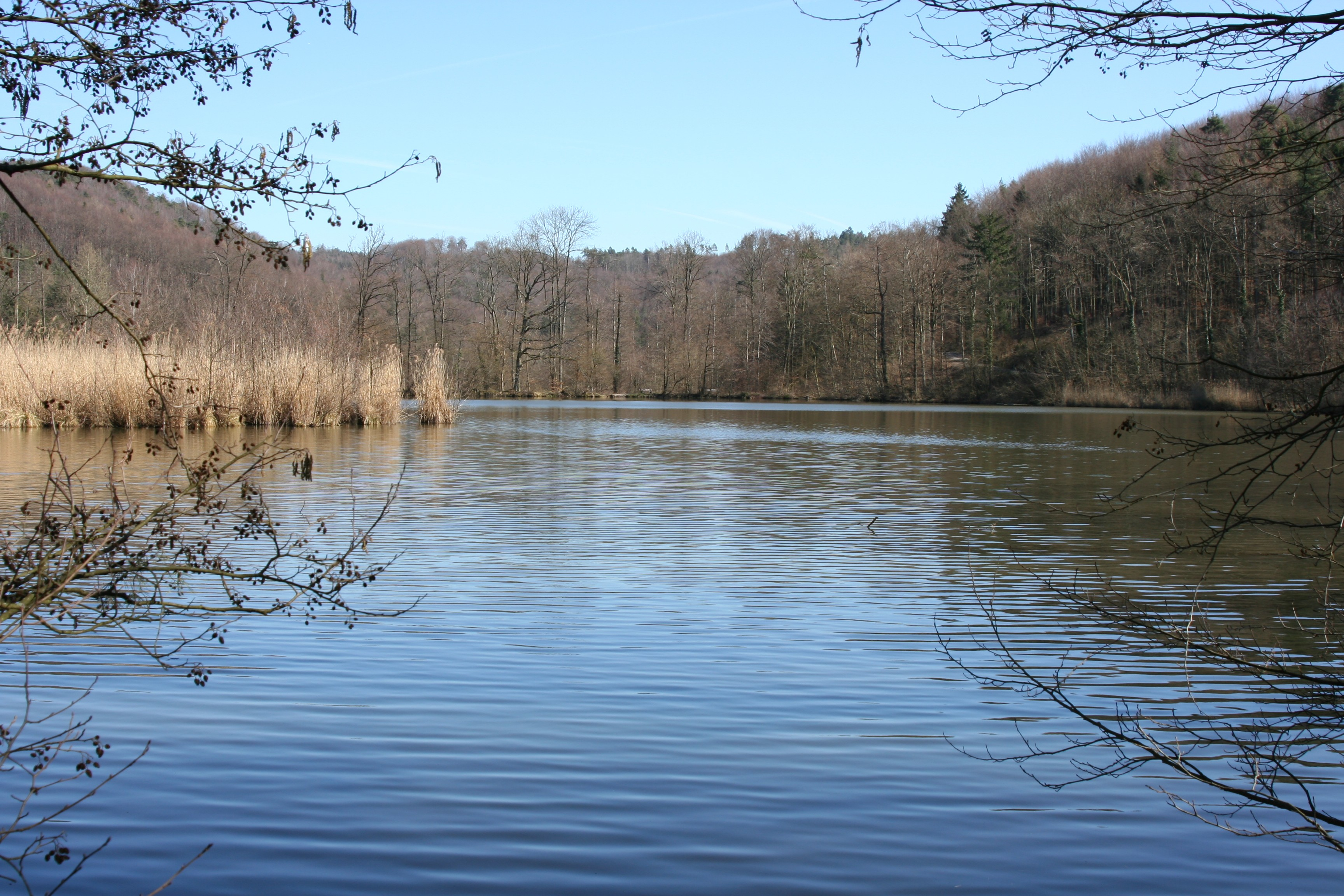
Bleichsee bei Löwenstein

Die Schwäbisch-Fränkischen Waldberge (auch Schwäbisch-Fränkischer Wald) sind ein 1187 km² großes, überwiegend bewaldetes, stark gegliedertes und bis 586,9 m ü. NHN hohes Bergland im Nordosten von Baden-Württemberg. Sie bilden die naturräumliche Haupteinheit 108 innerhalb des Schwäbischen Keuper-Lias-Landes (Haupteinheitengruppe 10 bzw. D58). Der Name rührt daher, dass im Mittelalter die Grenze zwischen den Herzogtümern Franken und Schwaben dieses Waldgebiet durchschnitt. Noch heute stößt hier schwäbisches Mundartgebiet im Süden an ostfränkisches und südfränkisches im Norden.

## Geographie

### Lage
Der Naturraum Schwäbisch-Fränkische Waldberge ist der nördlichste Teil des Keuperberglands innerhalb von Baden-Württemberg, welches sich von der Baar an der Grenze zur Schweiz im Südwesten bis zu den Hassbergen in Bayern im Nordosten erstreckt.
Benachbarte Naturräume sind im Westen das Neckarbecken, im Norden die Hohenloher und Haller Ebene, im Osten die Frankenhöhe und das Mittelfränkische Becken, im Süden das Östliche Albvorland sowie Schurwald und Welzheimer Wald.
Die Schwäbisch-Fränkischen Waldberge werden im Norden begrenzt durch die Orte Neckarsulm, Waldenburg und Schwäbisch Hall, im Osten durch Crailsheim und Ellwangen, im Süden durch Abtsgmünd, Gschwend und Althütte, und im Westen durch Backnang, Oberstenfeld und Heilbronn. Sie liegen auf dem Gebiet der Landkreise Ludwigsburg, Heilbronn, Schwäbisch Hall, des Hohenlohekreises, des Rems-Murr-Kreises und des Ostalbkreises. Westlich des Kochers sind die Schwäbisch-Fränkischen Waldberge weit überwiegend Teil des Naturparks Schwäbisch-Fränkischer Wald.

### Naturräumliche Gliederung
Die Schwäbisch-Fränkischen Waldberge werden wie folgt gegliedert:
- (zu 10 Schwäbisches Keuper-Lias-Land)
  - 108 Schwäbisch-Fränkische Waldberge
    - 108.0 Murrhardter Wald und Murrtal
      - 108.00 Murrhardter Wald
      - 108.01 Murrtal

    - 108.1 Löwensteiner Berge
      - 108.11 Sulmer Bergebene
      - 108.12 Weinsberger Tal
      - 108.13 Heilbronner Berge
      - 108.14 Südwestliche Löwensteiner Berge

    - 108.2(0) Gaildorfer Becken
    - 108.3 Waldgebiet am Mittleren Kocher
      - 108.30 Kirnberger Wald
      - 108.31 Sulzbacher Wald
      - 108.32 Sulzbacher Kochertal

    - 108.4 Mainhardter Wald
      - 108.40 Vorderer Mainhardter Wald
      - 108.41 Hinterer Mainhardter Wald

    - 108.5 Waldenburger Berge
    - 108.6 Limpurger Berge und Randhöhen
      - 108.60 Limpurger Berge
      - 108.61 Fischachbucht und Randhöhen[7]

    - 108.7 Ellwanger Berge und Randhöhen
      - 108.70 Ellwanger Berge
      - 108.71 Burgberg-Vorhöhen und Speltachbucht

### Geologie
Die Schwäbisch-Fränkischen Waldberge sind Teil der Keuperstufe im Südwestdeutschen Schichtstufenland. Auf den höchsten Erhebungen finden sich noch Reste des Schwarzjura. Ausgedehnte Stufenflächen prägen die östlichen und nordöstlichen Teile, während besonders der westliche und südwestliche Teil stark durch Bach- und Flusstäler zerschnitten ist. Im Westen und Südwesten sind größere Gebiete in einer Höhenlage zwischen 500 und fast 600 Meter zu finden, während der Osten und Nordosten überwiegend Höhen von 400 bis 500 Meter aufweist.

### Gebirgsteile und Berge
Die Schwäbisch-Fränkische Waldberge gliedern sich im Uhrzeigersinn (beginnend etwa im Norden) in die Teile Waldenburger Berge, Mainhardter Wald, Limpurger und Ellwanger Berge, Murrhardter Wald, Löwensteiner Berge, Heilbronner Berge und Sulmer Bergebene; neben diesen Gebirgsteilen gehört zu der Landschaft das zwischen den zwei zuletzt genannten Höhenzügen liegende Weinsberger Tal.
Höchste Erhebung der Schwäbisch-Fränkischen Waldberge ist die Hohe Brach (586,9 m). Weitere hohe Berge sind neben anderen Hornberg (584,2 m), Hohenstein (572,7 m), Hohenberg (570,4 m), Altenberg (564,7 m), Stocksberg (539,7 m), Haube (539,9 m), Flinsberg (535 m), Burgberg (534,8 m), Juxkopf (533,2 m) und Steinknickle (527,1 m).

### Gewässer
Die Schwäbisch-Fränkischen Waldberge gehören nahezu vollständig zum Einzugsgebiet des Neckars und damit des Rheins. Sie werden hauptsächlich von den Flüssen Murr im Westen, Rems im Süden und Kocher und Jagst im Norden und Osten und deren Zuflüssen entwässert. Zu den bekannten Nebenflüssen der Murr gehören die „Spiegelberger“ Lauter, die Bottwar und der Hörschbach; zur Rems fließt unter anderem die Wieslauf und zum Kocher die Lein, Fichtenberger Rot, Bibers, Bühler, Ohrn und Brettach. Direkt zum Neckar fließen die Sulm und die Schozach im Nordwesten der Landschaft.
Das Gewässernetz im Bergland ist sehr dicht und feingliedrig. Zwei für das Gebirge typische Besonderheiten sind die zahlreichen, Grotten genannten Felsnischen an den Oberläufen und die Vielzahl kleiner Wasserfälle, die sich meist an harten Sandstein-Bänken gebildet haben.
Auffällig viele Gewässer fließen südöstlich, um sich dann mit scharfen Knick nordwestlich zu wenden oder in einen in dieser Richtung laufenden Fluss einzumünden, eine Folge zahlreicher Anzapfungen und Umlenkungen ehemals donauwärts fließender Flüsse hin zum Flusssystem des Rheins im Laufe des jüngeren Tertiär.
In den Schwäbisch-Fränkischen Waldbergen liegen viele Seen, unter anderem: Breitenauer See, Buchhorner See, Diebachstausee, Ebnisee, Espachweiher, Finsterroter See, Fischbachsee, Fleckenbachsee, Glasweiher, Gleichener See, die Hammerschmiedeseen, Hochwasserrückhaltebecken Gnadental, Kreßbachsee, Neumühlsee, Orrotsee, Treibsee und Fornsbacher Waldsee. Die meisten der Seen sind zu diesem oder jenem Zweck angelegte Stauseen – von den älteren einige als Treibseen für die Flößerei wie etwa der Ebnisee und viele kleinere als Mühlweiher, die jüngeren meist zum Hochwasserschutz. Die meisten der Seen werden im Sommer als Badegewässer und im Winter zum Schlittschuhlaufen genutzt.

### Klima
Für die Schwäbisch-Fränkischen Waldberge kann die Messstation Ellwangen (439 m) als naturraumtypisch angenommen werden. Die mittlere Monatstemperatur beträgt hier im Januar −1,7 °C, im Juli 16,9 °C. Die mittlere Jahrestemperatur liegt bei 7,6 °C. In den Keuperwaldbergen lassen sich etwa 140 bis 160 Tage mit einem Tagesmittel von mindestens 10 °C nachweisen.
Die mittlere jährliche Niederschlagsmenge in den Keuperwaldbergen ist je nach Kleinraum unterschiedlich. In den niedrigeren Lagen beträgt sie etwa 750 bis 900 mm, in höheren Lagen etwa 900 bis 1400 mm. Die Stauwirkung der Keuperwaldberge bewirkt – ähnlich wie etwa bei der Schwäbischen Alb – erhöhte Niederschläge in den Stufenrandbereichen um den Welzheimer Wald, um die Löwensteiner Berge und im südlichen Teil der Hohenloher Ebene. In den Keuperwaldbergen gibt es kaum Höhenlagen über 500 m, dennoch kann hier die mittlere Jahresniederschlagsmenge bis 1000 mm und darüber liegen. Damit ist die Niederschlagsmenge vergleichbar mit der in den Höchstlagen der Mittleren Kuppenalb in über 900 m Höhe. Erklären lässt sich dieses Phänomen vor allem durch die Lage des westlich vorgelagerten Kraichgaus, der aufgrund seines niedrigen Reliefs Regenfronten durchziehen lässt.

### Dialektgeographie

Durch die Schwäbisch-Fränkischen Waldberge läuft die Nordgrenze des alemannischen Mundartgebietes

Durch die schwäbisch-fränkischen Wälder ziehen wichtige Isoglossen (Grenzen zwischen Einzelmerkmalen in der Gebrauchssprache), die gesamthaft schwäbisches Gebiet im Süden von ostfränkischem bzw. südfränkischem Gebiet im Norden trennen. Im Westen sind diese recht breit aufgefächert, so dass der Übergang zwischen den Dialekten sich in einer Abfolge einzelner Veränderungen in Wortschatz und Aussprache örtlich weit staffelt, hier besteht also ein weites schwäbisch-fränkisches Übergangsgebiet. Im Osten des Waldgebietes dagegen laufen die Isoglossen dicht nebeneinander oder sogar aufeinander, der Sprachwechsel ist also geographisch sehr abrupt, die Dialektgrenze ist hier so scharf wie sonst selten im deutschsprachigen Raum. Grob verlaufen die Isoglossen west-östlich, sie treten aus der Gegend südlich von Heilbronn in die Region ein, ziehen durch die Löwensteiner Berge, danach zwischen Rottal im Norden und Murrtal im Süden hindurch und queren dann den Kocher südlich von Gaildorf sowie die Jagst südlich von Stimpfach. Noch weiter östlich um Dinkelsbühl spreizen sich die Isoglossen wieder breit auf, hier besteht also ein zweites Gebiet weiter schwäbisch-fränkischer Sprachmischung. Zu beobachten ist seit längerem eine Ausbreitung schwäbischer Sprachmerkmale nach Norden, insbesondere entlang der Achsen von Neckar und Kocher. Als Erklärungen werden oft Bevölkerungsbewegungen, unterschiedlich hohes Ansehen der beiden Dialekte, Sprachgebrauch nach sozialer Schicht, geringe Präsenz des Fränkischen in den Medien und ähnliches genannt.
Siehe auch: Grenzorte des alemannischen Dialektraums

## Historisches

### Antike
Durch die Schwäbisch-Fränkischen Waldberge verläuft der von den Römern angelegte Obergermanisch-Raetische Limes, ein zeitweiliger nordöstlicher Schutzwall des Römischen Reiches vor den Germanen.

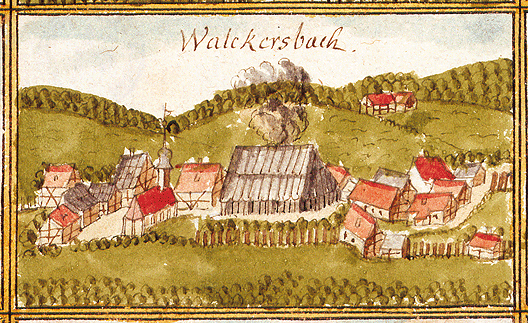
Die Glashütte von Walkersbach (Ansicht von Andreas Kieser, Ende des 17. Jahrhunderts)

Die Schwäbisch-Fränkischen Waldberge waren lange Zeit eine unzugängliche Waldwildnis. Erst im Rahmen der Alemannischen Landnahme nach dem Limesfall wurden einige Dörfer gegründet. 

### Mittelalter und frühe Neuzeit
Eine stärkere Besiedlung erfuhr die Gegend erst im Hochmittelalter. Auch deshalb blieb der Holzreichtum nur wenig ausgeschöpft. Wegen den schlechten Wegeverhältnissen und den tief eingeschnittenen Klingen konnten die gefällten Bäume nicht gut abtransportiert werden. Um den überaus großen Holzreichtum dennoch zu nutzen, erlaubten Klöster und weltliche Herrschaften die Errichtung von Waldglashütten, die oft von Angehörigen der Familie Greiner errichtet oder betrieben wurden. Um die Glashütten siedelten sich Arbeiter an und es entstanden neue Dörfer. Viele Ortschaften verdanken ihre Entstehung der Glasbläserei. Glashütten bestanden zum Beispiel in Altfürstenhütte, Althütte, Bulmershütte, Cronhütte, Ebni, Gläserhof, Glasern, Glashausen, Glashofen, Kirchenkirnberg, Laßweiler, Mettelchristbach, Neufürstenhütte, Neuhütte im Joachimstal, Rudersberg, Schöllhütte, Spiegelberg, Trailhof und Walkersbach. Letztere Hütte wurde im Volksmund spöttisch das Goldgrüble genannt, da sie eben keine Goldgrube war. Die Glashütten brachten viele Nachteile mit sich, so war der Energieverbrauch der Hütten enorm hoch. Um ihren Energiebedarf zu decken, wurden die Wälder der Umgebung großflächig abgeholzt und durch Raubbau zerstört. Beispielsweise wurde Cronhütte um 1535 gegründet, und Hundert Jahre später war im Umkreis von Kilometern kein einziges brauchbares Stück Wald mehr vorhanden. Viele Glashütten gingen deshalb ein, manchmal wurden auch die Glasbläser-Siedlungen zu Wüstungen.

### 18. und 19. Jahrhundert
Im 18. und 19. Jahrhundert wurden an einigen Orten erfolglose Bergbau-Versuche unternommen. In Spiegelberg und Großerlach fand man Silber in geringen Mengen, die jedoch in keinem Verhältnis zu dem erforderlichen Aufwand standen. In Heutensbach und Kirchenkirnberg wurde erfolglos nach Steinkohle gegraben. Da viele arme Familien nicht von der Landwirtschaft leben konnten, wurde in den Wintermonaten in mühsamer Heimarbeit Besen und Körbe gebunden, Dachschindeln, Rechen und Wäscheklammern geschnitzt. Daher wurde die Gegend spöttisch Klämmerlesgäu genannt. Im Frühling zogen die Familienväter mit Handkarren los, um ihre Erzeugnisse auf den Märkten zu verkaufen. 
Weit verbreitet war früher auch die Flößerei und Köhlerei. Rindenschäler sammelten Baumrinde und verkauften sie als Gerbrinde an die Lohmühlen im Murrtal. Weiterhin gab es zahlreiche Sägemühlen, die Baumstämme zu Balken und Brettern schnitten.

### 20. Jahrhundert
Noch um 1900 war der Fränkisch-Schwäbische Wald eine arme und einsame Gegend. Spöttisch hieß es sogar, man müsste dort die Dörfer mit der Laterne suchen, die Häuser und die Köpfe der Bewohner seien mit Brettern vernagelt. Auch heute noch ist die Gegend dünn besiedelt und es gibt dort viele abgelegene Weiler.
Als Folge der Ölkrise im Herbst 1973 führte die Frankfurter Urangesellschaft mit Unterstützung der Bundesregierung von 1974 bis 1977 Probebohrungen an verschiedenen Stellen im Raume Althütte, Spiegelberg, Kaisersbach und Murrhardt durch. Die Ergebnisse waren vielversprechend, und Vertreter der Urangesellschaft bezeichneten die Uranvorkommen als gesicherte Sparkasse in Notfällen. Aufgrund der starken Schwankungen der Urangehalte wurde jedoch von weiteren Forschungen abgesehen.

## Verkehr

### Eisenbahnstrecken
Noch betriebene oder stillgelegte Eisenbahnstrecken durch die Schwäbisch-Fränkischen Waldberge oder an ihren Rändern sind:
- Bahnstrecke Stuttgart-Bad Cannstatt–Nördlingen (Remsbahn)
- Wieslauftalbahn
- Bahnstrecke Waiblingen–Schwäbisch Hall-Hessental
- Bottwartalbahn (stillgelegt)
- Obere Kochertalbahn (stillgelegt)
- Bahnstrecke Goldshöfe–Crailsheim (Obere Jagstbahn)

### Sonstiges
Der Rems-Murr-Kreis hat den so genannten Waldbus eingerichtet, der an Sonn- und Feiertagen den Schwäbischen Wald zu Freizeitfahrten erschließt.
Seit ungefähr 100 Jahren werden die bewaldeten Höhenrücken für den Fremdenverkehr als „Schwäbischer Wald“ zusammengefasst.